# Правдива історія банди Келлі
«Правдива історія банди Келлі» (англ. True History of the Kelly Gang) — британо-австралійський біографічний вестерн 2019 року режисера Джастіна Курзеля за сценарієм Шона Гранта, створеним за мотивами однойменного роману 2000 року Пітера Кері, з Джорджем Мак-Кейєм, Ессі Девіс, Ніколасом Голтом, Орландо Швердтом, Томасін Мак-Кензі, Шоном Кінаном, Чарлі Ганнемом і Расселом Кроу у головних ролях.
Світова прем'єра відбулась на Міжнародному кінофестивалі в Торонто 11 вересня 2019 року. Реліз стрічки в кінотеатрах Австралії відбувся на День Австралії 2020 року компаніями Transmission Films і Stan, у Великій Британії прем'єра відбулася 28 лютого 2020 року за сприяння Picturehouse Entertainment, у США 24 квітня 2020 року за сприяння IFC Films.

## У ролях
| Актор                | Роль          |
| -------------------- | ------------- |
| Джордж МакКей        | Нед Келлі     |
| Рассел Кроу          | Гаррі Павер   |
| Ніколас Голт         | Фітцпатрік    |
| Ессі Девіс           | Еллен Келлі   |
| Шон Кінан            | Джо Бірн      |
| Томасін Мак-Кензі    | Мері          |
| Чарлі Ганнем         | сержант О'Ніл |
| Джейкоб Коллінз Леві | Томас         |
| Клодія Керван        | міс Шелтон    |
| Марлон Вілльямс      | Джордж Кінг   |

## Виробництво
Режисер Джастін Курзель сказав про розробку стрічки під час пресконференції присвячену фільму «Кредо вбивці» у грудні 2016 року.
У листопаді 2017 року проєкт був офіційно оголошений: стало відомо, що Джордж МакКей зіграє Неда Келлі, а Рассел Кроу, Ніколас Голт й Ессі Девіс отримали ролі другого плану. Зйомки мали розпочатись у березні 2018 року у штаті Вікторія, Австралія. До квітня початок виробництва змістився на липень. Виробництво розпочалося 22 липня. У вересні стало відомо, що у фільмі знімався Чарлі Ганнем.

## Випуск
Світова прем'єра відбулась на Міжнародному кінофестивалі в Торонто 11 вересня 2019 року, а в кінотеатрах Австралії у 2020 році за сприяння Transmission Films. Права на потокову трансляцію придбала компанія Stan, стрічка вийде як оригінальний фільм. В Австралії запланований обмежений реліз з 9 січня 2020 року та вийде на Stan у День Австралії 26 січня 2020 року.
У кінотеатрах Великої Британії та Ірландії фільм випустить Picturehouse Entertainment 28 лютого 2020 року.
У вересні 2019 року IFC Films придбала американські права на розповсюдження фільму. Його планують випустити 24 квітня 2020 року.
У 2019 році стало відомо, що прокатом в Україні буде займатися компанія «Вольга Україна». Локалізований трейлер вийшов 28 січня 2019 року.

## Критика
На вебсайті агрегатора рецензій Rotten Tomatoes рейтинг стрічки становить 75 % на основі 24 відгуків. На Metacritic середньозважена оцінка 84 зі 100 на основі 8 відгуків критиків, що свідчить про «загальне визнання».